# Episodi di Angie e le ricette di Violetta (seconda stagione)
La seconda stagione di Angie e le ricette di Violetta è iniziata su Disney Channel Italia con i primi 2 episodi in anteprima il 3 aprile 2015. I restanti episodi sono andati in onda dall'8 giugno dello stesso anno.
| nº | Titolo                             | Prima TV Italia |
| -- | ---------------------------------- | --------------- |
| 1  | Plumcake romantico                 | 3 aprile 2015   |
| 2  | Cous cous rosa                     | 3 aprile 2015   |
| 3  | Rose di panbrioches                | 8 giugno 2015   |
| 4  | Girasoli ripieni                   | 9 giugno 2015   |
| 5  | Soufflé glacé alle fragole         | 10 giugno 2015  |
| 6  | Sushi a cuore                      | 11 giugno 2015  |
| 7  | Ciambelle viola                    | 12 giugno 2015  |
| 8  | Rotolini di crepes                 | 15 giugno 2015  |
| 9  | Gelatina bianca ai frutti di bosco | 16 giugno 2015  |
| 10 | Cestini intrecciati                | 17 giugno 2015  |
| 11 | Panna cotta alla lavanda           | 18 giugno 2015  |
| 12 | Chips di verdure                   | 19 giugno 2015  |
| 13 | Pane orso                          | 22 giugno 2015  |
| 14 | Frullato di mele, carote e ananas  | 23 giugno 2015  |
| 15 | Fagottini su stecco                | 24 giugno 2015  |
| 16 | Roselline alle mele                | 25 giugno 2015  |
| 17 | Gamberi pop corn                   | 26 giugno 2015  |
| 18 | Gelati allo yogurt e frutta fresca | 29 giugno 2015  |
| 19 | Uova a funghetto                   | 30 giugno 2015  |
| 20 | Mini cheese cake                   | 1 luglio 2015   |